# Matej Rusnák
Matej Rusnák es un deportista eslovaco que compitió en piragüismo en la modalidad de aguas tranquilas. Ganó una medalla en el Campeonato Europeo de Piragüismo de 2012, en la prueba de C1 5000 m.

## Palmarés internacional
| Campeonato Europeo | Campeonato Europeo | Campeonato Europeo | Campeonato Europeo |
| Año                | Lugar              | Medalla            | Competición        |
| ------------------ | ------------------ | ------------------ | ------------------ |
| 2012               | Zagreb (Croacia)   | Medalla de bronce  | C1 5000 m          |